# Ciklosporin
Ciklosporin eller cyklosporin A är ett immunhämmande läkemedel i gruppen cyklosporiner som används efter organtransplantationer samt vid extrem psoriasis eller reumatism där annan behandling varit ineffektiv.
Ciklosporin är en polypeptid som framställs ur svampar och används som ett läkemedel för att förhindra avstötning av organ efter transplantation av tex. hjärta, benmärg eller njure. Läkemedlet verkar genom att hämma T-lymfocyternas aktivitet i det immunologiska avstötningssystemet. Användning av läkemedlet kan ge biverkningar såsom njurskada.

## Historik
Den mögelsvamp som producerar substansen upptäcktes i ett jordprov från Hardangervidda i Norge som insamlades 1969 av en semestrande Sandoz-anställd.